# Eirenis hakkariensis
Eirenis hakkariensis — вид змій роду Ейреніс (Eirenis) родини вужеві (Colubridae). Маловивчений, відомий по двох знахідках та іноді вважається підвидом Eirenis thospitis.

## Поширення
Цей вид є ендеміком Туреччини. Зустрічаються на сході країни в районі міста Хаккярі.